# Clavia Nord Electro

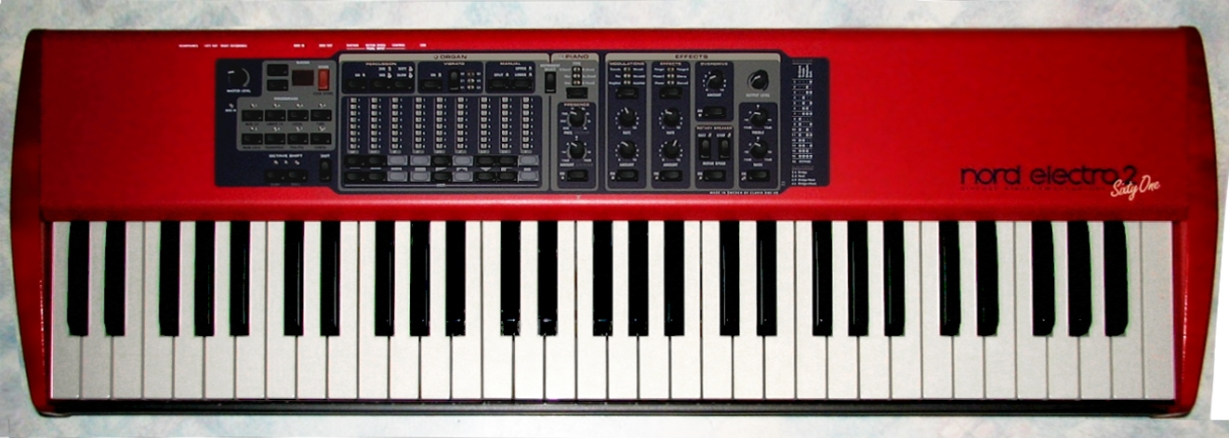
Nord Electro 2, 61 touches

Le Clavia Nord Electro est un clavier électronique fabriqué par l'entreprise Clavia en Suède.
Il est réputé en particulier pour la qualité de ses sons d'orgue Hammond et de piano Fender Rhodes.

## Différents modèles
Il en existe plusieurs modèles :
- 2001 - Clavia Nord Electro
- 2001 - Clavia Nord Electro Rack
- 2002 - Clavia Nord Electro 2
- 2002 - Clavia Nord Electro Rack 2
- 2009 - Clavia Nord Electro 3
- 2012 - Clavia Nord Electro 4
- 2015 - Clavia Nord Electro 5
- 2018 - Clavia Nord Electro 6

et en plusieurs versions:
- 61 touches (5 octaves)
- 73 touches (6 octaves)

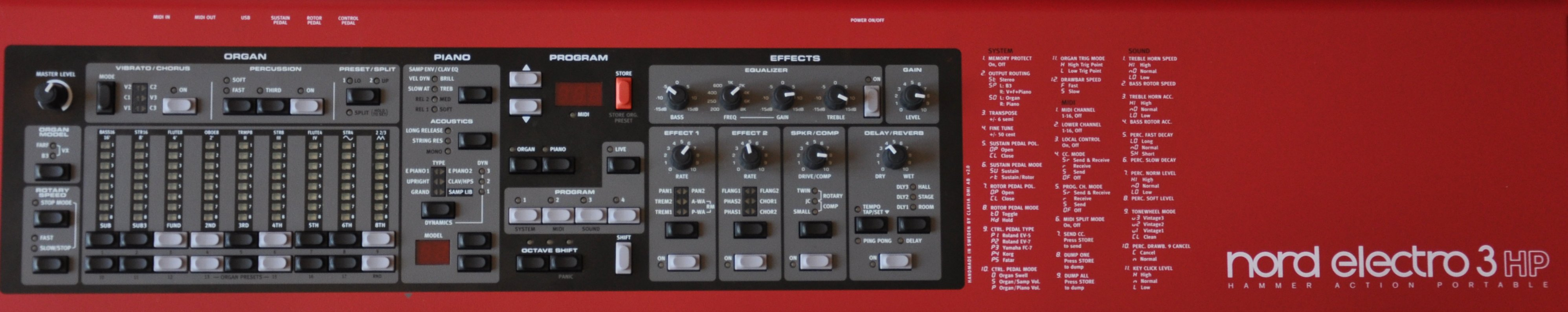
Panneau de contrôles du Nord Electro 3

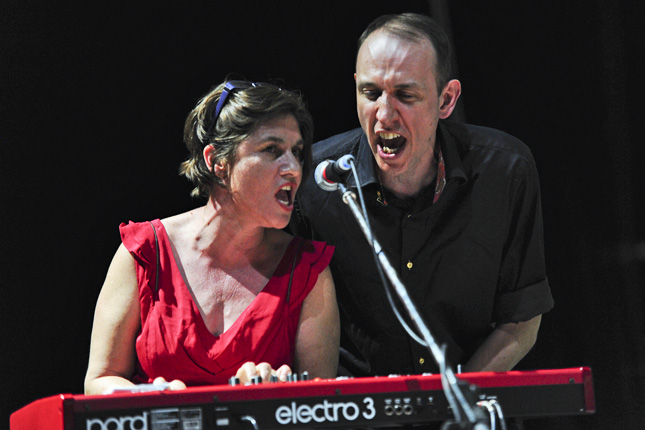
Nord electro 3 utilisé par le groupe The Triffids.

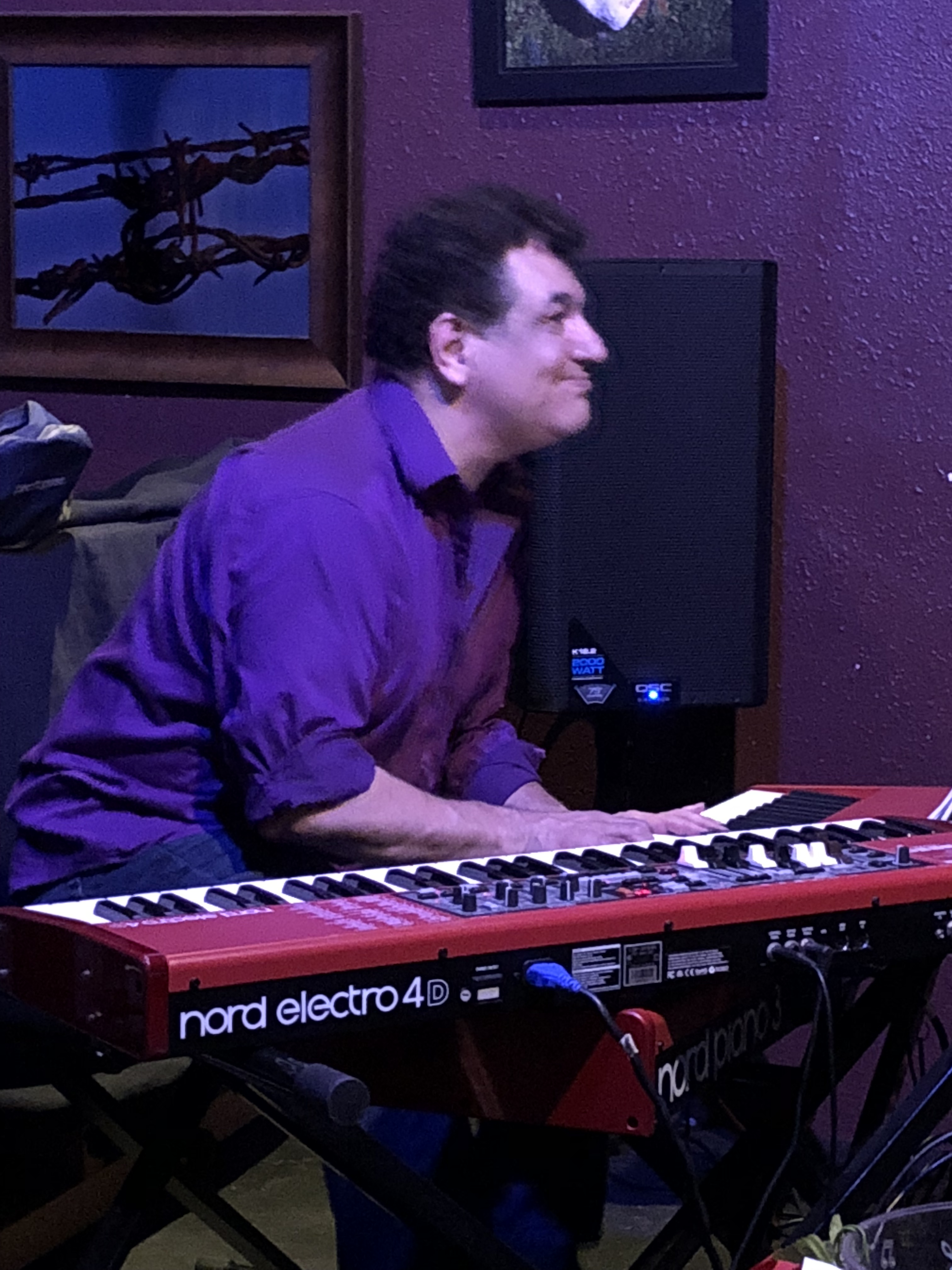
Nord electro 4 utilisé par Rubén Valtierra

Les versions Clavia Nord Electro Rack et Clavia Nord Electro Rack 2 sont des expandeurs, ils ne comportent pas de clavier et doivent être connectés en MIDI avec un clavier maître ou un séquenceur musical.
Contrairement à d'autres claviers qui proposent des sons d'orgue, les habituels curseurs sont remplacés par des rangées de LED avec des boutons augmenter/diminuer.
Il existe une série d'effets intégrés qui émulent le célèbre effet de cabine Leslie des orgues Hammond.

## Sons modélisés
- Pianos
- Pianos électriques
  - Rhodes
  - Wurlitzer
  - Hohner Clavinet
- Orgues
  - Orgue Hammond
  - Farfisa
  - Vox

## Fiche technique

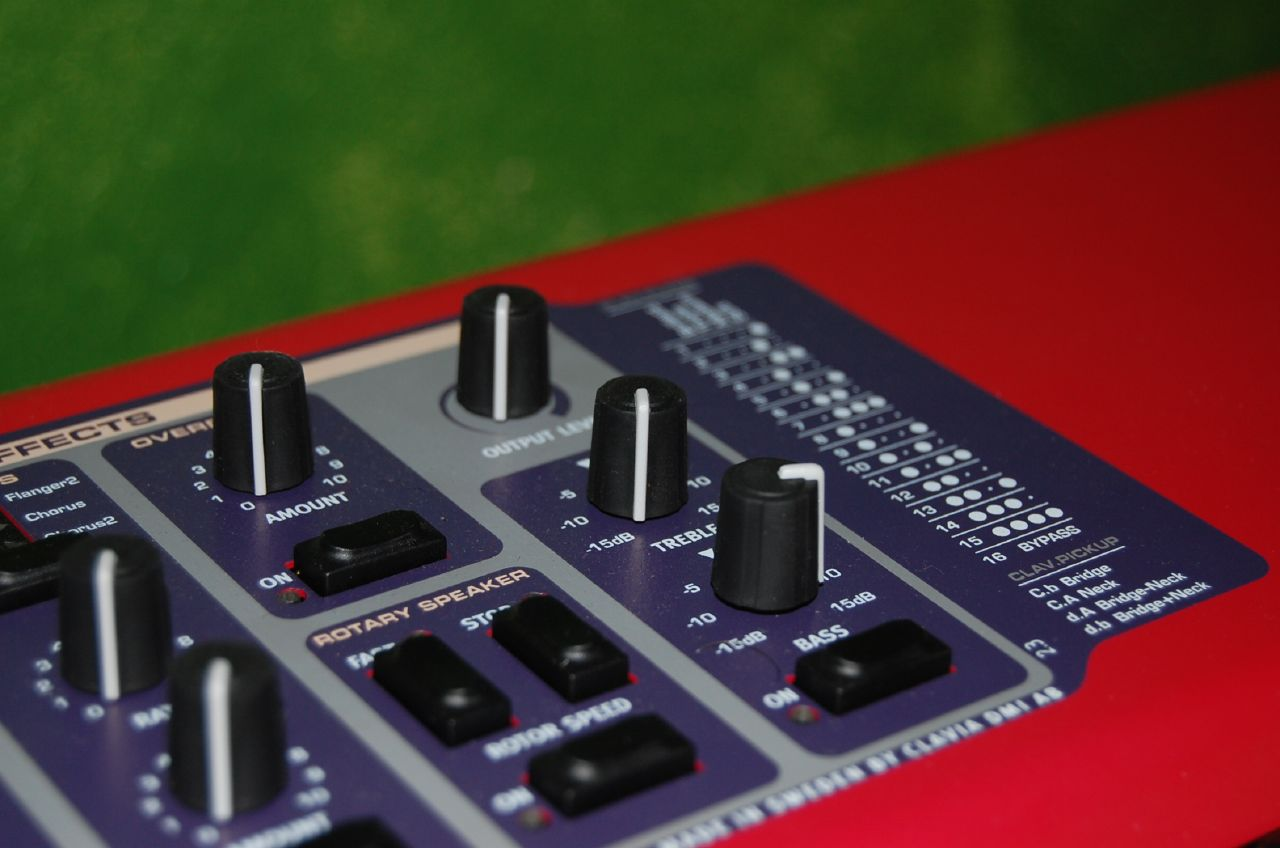
Détail des réglages d'effets

- Poids: 7,8 kg (61 touches) / 9,4 kg (73 touches)
- Dimensions : 900 (61 touches) ou 1115 (73 touches) x 295 x 95 mm
- Polyphonie de sons orgue : 61 ou 73 notes; de sons piano : 24 notes[1]
- Clavier dynamique